# David Bailie
David Bailie, född 4 december 1937 i Springs i Sydafrika, död 6 mars 2021, var en sydafrikanskfödd brittisk skådespelare och fotograf.

## Filmografi
- 1961 – Flame in the Streets
- 1968 – All's Well That Ends Well
- 1972 – Henrik VIII och hans sex hustrur
- 1973 – The Creeping Flesh
- 1974 – Son of Dracula
- 1975 – Legend of the Werewolf
- 1977 – Golden Rendezvous
- 1979 – Henry IV, Part I
- 1995 – Cutthroat Island
- 1999 – Jeanne d'Arc
- 2000 – Gladiator
- 2001 – Attila
- 2003 – Pirates of the Caribbean: Svarta Pärlans förbannelse
- 2005 – Starfly
- 2006 – Pirates of the Caribbean: Död mans kista
- 2007 – Pirates of the Caribbean: Vid världens ände
- 2007 – Eddie Proctor

Bailie har även medverkat i serier som Doctor Who och Play of the Mounth.